# 日本乌鲂
日本乌鲂（学名：Brama japonica）为輻鰭魚綱鱸形目乌鲂科的其中一種。

## 分布
本魚分布于太平洋區，包括日本太平洋沿岸、朝鲜半島南部沿沿岸、中國、臺灣、美國、加拿大、中美洲、秘魯、夏威夷、菲律賓、越南、俄羅斯遠東地區等海域。该物种的模式产地在日本。

## 深度
水深0至620公尺。

## 特徵
本魚體高呈卵圓形，吻鈍，背鰭起點在鰓蓋之後，鰭上覆有小鱗，體側縱列鱗數65至75枚，尾呈叉形尾。體色為銀白色，死亡後會變成黑褐色。背鰭軟條33至36枚；臀鰭軟條27至30枚，體長可達41公分。

## 生態
本魚為深海底棲性魚類，白天在150至300公尺深的底層棲息，夜晚則到水表層活動覓食，屬肉食性，以其他魚類、甲殼類、頭足類等為食。

## 經濟利用
食用魚，全年皆可捕獲，但市場上不多見。

## 扩展阅读
維基物種上的相關：日本乌鲂